# Corryocactus squarrosus
Corryocactus squarrosus är en kaktusväxtart som först beskrevs av Vaupel, och fick sitt nu gällande namn av Hutchison. Corryocactus squarrosus ingår i släktet Corryocactus, och familjen kaktusväxter. Inga underarter finns listade i Catalogue of Life.

## Bildgalleri

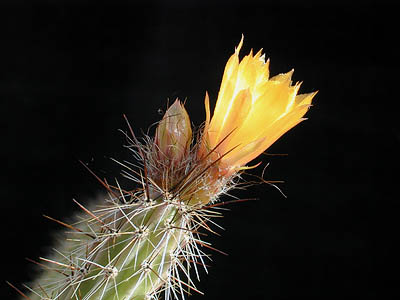